# ترسا اورتادو د اری
تِـرسا اورتادو دِ اُری (اسپانیایی: Teresa Hurtado de Ory‎؛ زادهٔ ۶ مه ۱۹۸۳) بازیگر اسپانیایی تئاتر، تلویزیون و سینماست.
از فیلم‌ها یا مجموعه‌های تلویزیونی که وی در آن‌ها نقش داشته‌است، می‌توان به ۱۳ گل رز و شمارش معکوس اشاره نمود.